# Carrera Ciclista del Llobregat
La Carrera Ciclista del Llobregat (en catalán: Cursa Ciclista del Llobregat; también llamada: Berga-Sant Boi) es una carrera ciclista de un día española que se disputa en las localidades cercanas al rio Llobregat (Cataluña), en el mes de mayo, bajo la organización del Club Ciclista Sant Boi.
Se creó en 1982 como carrera de un día y durante muchos años siempre entre Berga y San Baudilio de Llobregat. En 1986 fue carrera por etapas iniciándose esta en Andorra la Vieja, con una etapa Andorra la Vieja-Berga, y volviendo en la segunda etapa al trazado tradicional. En 1999 se integró en la Copa de España de Ciclismo creada ese año y en ella estuvo hasta el 2010. Precisamente en el 2010 se cambió la localidad de inicio y esta se situó en La Pobla de Lillet.
La carrera tradicionalmente se disputa en el mes de mayo coincidiendo con la fiesta mayor de San Baudilio de Llobregat, excepto en la edición de 2020 que tuvo que moverse al primer fin de semana de octubre debido a las restricciones provocadas por la situación de pandemia mundial por Covid-19.
En 2012 el Club Ciclista Sant Boi, que tiene como actividad principal la formación deportiva de jóvenes ciclistas y cuenta con una reconocida Escuela de Ciclismo, por coherencia con la misión y visión de la entidad, cambió la participación de la carrera a la categoría júnior y volvió a integrarse de nuevo en el calendario de la Copa de España.

## Palmarés
| Año  | Edición | Ganador                 | Segundo                     | Tercero                 |
| ---- | ------- | ----------------------- | --------------------------- | ----------------------- |
| 1982 | I       | Josep Solé              | Carlos Silvestre            | Lorenzo A. Ortega       |
| 1983 | II      | Jordi Moreno            | Manuel Ortega               | Pedro Vilalta           |
| 1984 | III     | José Alonso             | Ricardo Martínez            | Mateo González          |
| 1985 | IV      | José Suñé               | José Luis Morales           | José Martínez           |
| 1986 | V       | Marc Marinello          | Juan Micuel                 | Juan Bonada             |
| 1987 | VI      | César Latorre           | Bartolomé Munar             | José L. Morales         |
| 1988 | VII     | Miguel Ángel García     | Pedro Torres                | José Vicente Lacrau     |
| 1989 | VIII    | César Latorre           | Josep Coll                  | Ángel Edo               |
| 1990 | IX      | José Julián Balaguer    | Josep Tarradellas           | Bartolomé Guillén       |
| 1991 | X       | Josep Maria Abad        | Christophe Sautreau         | Jaime Javier Hernández  |
| 1992 | XI      | David Parrado           | Jordi Vila                  | Ángel Gomila            |
| 1993 | XII     | Ginés Salmerón          | Jacob Viladoms              | Jesús Caro              |
| 1994 | XIII    | Raido Rodarnikop        | Gille Chauvin               | Jordi Domingo           |
| 1995 | XIV     | Juan Pedro González     | José Alberto Muñoz          | Víctor Manuel Rodríguez |
| 1996 | XV      | Víctor Manuel Rodríguez | Roberto Sancho              | Ramón Medina            |
| 1997 | XVI     | Pascal Galtier          | Julen Almansa               | Juan Antonio Flecha     |
| 1998 | XVII    | Ramon Medina            | David Alcaraz               | Juan de Dios González   |
| 1999 | XVIII   | Carlos Torrent          | Ignacio Gutiérrez           | Sergi Escobar           |
| 2000 | XIX     | Íñigo Landaluze         | Eloy Coca                   | Patxi Vila              |
| 2001 | XX      | Antonio Berasategi      | Aitor Pérez Arrieta         | Alejandro Valverde      |
| 2002 | XXI     | Ricardo Serrano         | Francisco Gutiérrez Álvarez | Jesús del Nero          |
| 2003 | XXII    | Daniel Moreno           | David Pérez Iñíguez         | Julen Urbano            |
| 2004 | XXIII   | Rodrigo García          | Daniel Moreno               | Javier Benítez          |
| 2005 | XXIV    | Unai Elorriaga          | Javier Líndez               | Ignacio Sarabia         |
| 2006 | XXV     | Juan Carlos Carñena     | Cecilio Rodríguez           | Dídac Ortega            |
| 2007 | XXVI    | Mikel Nieve             | Javier Puig                 | Adrián Sáez de Arregi   |
| 2008 | XXVII   | Arturo Ariño            | Alexander Roger             | Álvaro García           |
| 2009 | XXVIII  | José Esteban Parra      | Arturo Mora                 | David Calatayud         |
| 2010 | XXIX    | Raúl Alarcón            | Juan José Lobato            | Ion Pardo               |
| 2011 | XXX     | Ibon Zugasti            | Jordi Cervantes             | Albert Ebri             |
| 2012 | XXXI    | Xavier Pastallé         | Enric Mas                   | David Calmaestra        |
| 2013 | XXXII   | Diego Pablo Sevilla     | Héctor Carretero            | David Calmaestra        |
| 2014 | XXXIII  | Jaume Sureda            | David Lucas                 | Xavier Cañellas         |
| 2015 | XXXIV   | Tomas Colldecarrera     | David Gijón                 | Francisco Galván        |
| 2016 | XXXV    | Claudio Clavijo         | Marc Brustenga              | Carlos Álvarez          |
| 2017 | XXXVI   | Adrián González         | David Domínguez             | Carlos García           |
| 2018 | XXXVII  | Pau Miquel              | Josep Miquel Canet          | José Andrés Díaz        |
| 2019 | XXXVIII | Javier Serrano          | Ángel Casillas              | Carlos Rodríguez        |
| 2020 | XXXIX   | Gorka Ortega            | Axier Casado                | Alejandro Luna          |
| 2021 | XL      | Iker Bonillo            | Marc Terrassa               | Roberto Alonso          |
| 2022 | XLI     | Pablo Ortega            | Abel Rosado                 | Iban Gutiérrez          |

## Palmarés por países
| País    | Victorias |
| ------- | --------- |
| España  | 39        |
| Estonia | 1         |
| Francia | 1         |